# MRAM
MRAM (ang. Magnetoresistive Random Access Memory) – rodzaj pamięci nieulotnej RAM wykorzystującej tunelowy efekt magnetorezystancyjny lub zjawisko gigantycznego magnetooporu. Element pamięciowy zbudowany jest z trzech warstw: miękkiej warstwy ferromagnetycznej, niemagnetycznej bariery tunelowej i twardej warstwy ferromagnetycznej oraz z oplotu przewodnika. Zapis polega na przemagnesowaniu miękkiego materiału magnetycznego przez płynący prąd, co powoduje zmianę rezystancji złącza. Odczyt dokonywany jest przez pomiar rezystancji.
Pierwsze prace nad pamięciami MRAM dokonał IBM. Obecnie najbardziej zaawansowani w tej technologii są Altis Semiconductor i Freescale Semiconductor (dawniej dział półprzewodników firmy Motorola).

## Zalety
- praktycznie nieograniczony czas przechowywania informacji bez zasilania
- praktycznie nieograniczona liczba cykli zapis / odczyt
- duża szybkość działania – czas zapisu ok. 30 ns (porównywalny z DRAM)

## Wady
- niezgodność z technologią CMOS
- stosunkowo wysokie koszty produkcji
- stosunkowo duże rozmiary elementarnej komórki pamięci